# Finansijsko poslovanje nevladinih organizacija
Nevladine organizacije (NVO) (engl. Non-Govermental Organizations) su specifična forma organizovanja građana. Za Nevladine organizacije u Srbiji, uzimajuću u obzir finansijsko poslovanje karakterističan je nedostatak postojećeg poreskog i računovodstvenog sistema. To znači da ne postoji jasno definisan sistem olakšica i stimulacija za razvoj ovog sektora. Nevladine organizacije se u glavnom tretiraju slično kao mala i srednja preduzeća. Organizacije tipa udruženja i fondacije osnivaju se uglavnom radi ispunjenja određenih društveno korisnih ciljeva, a mnogo ređe profita, tako da je u tom kontekstu stvaranje povoljnog poreskog okruženja za delovanje NVO od značaja za njihov opstanak i ispunjavanje važne uloge koju imaju u demokratskom društvu.

## Finansije NVO

### NVO posluje preko tekućeg računa
Dokumentacija potrebna za otvaranje dinarskog računa:
- Zahtev za otvaranje računa
- Ugovor o otvaranju i vođenju računa
- Karton deponovanih potpisa
- Rešenje o upisu kod nadležnog organa
- Obaveštenje organa nadležnog za poslove statistike o razvrstavanju po delatnostima ako razvrstavanje vrši organ nadeležan za poslove statistike, odnosno dokument koji sadrži taj podatak
- Dokument nadležnog organa koji sadrži poreski identifikacioni broj
- Akt nadležnog organa o osnivanju podnosioca zahteva ako za njega registrovanje nije propisano i ako se osniva neposredno na osnovu zakona, što se dokumentuje odgovarajućim izvodom iz zakona
- Potpise lica ovlašćenih za zastupanje koje je overio nadležni organ na obrascu - Overeni potpisi lica ovlašćenih za zastupanje
- Zahtev za sprovođenje ograničenja
- Ovlašćenje

Dokumentacija potrebna za otvaranje deviznog računa (domaća pravna lica):
- Zahtev za otvaranje deviznog računa
- Ugovor o otvaranju i vođenju deviznog računa
- Karton deponovanih potpisa za devizni račun
- Generalno ovlašćenje

Plaćanje se vrši bezgotovinski, prenosom sredstava sa računa organizacije na račun poverioca i to predstavlja osnovni način plaćanja. U praksi se ne može izbeći i gotovinski način plaćanja, koji se vrši preko blagajne NVO. Organizacije su dužne da za plaćanja u dinarima otvore tekući račun u banci, da vode sredstva na tom računu i da vrše plaćanja preko tog računa u skladu sa zakonom i ugovorom o otvaranju i vođenju računa koji je zaključen sa bankom. Takođe, NVO mogu da poseduju i devizni račun, za potrebe deviznih transakcija. Osnovni način plaćanja između pravnih lica je bezgotovinsko plaćanje, koje se vrši prenosom sredstva sa računa dužnika na račun poverioca. Prenos sredstava sa računa dužnika na račun poverioca vrši se nalogom za prenos. Međutim, plaćanja licima koja nemaju otvoren tekući račun kod poslovne banke i koja nisu dužna da za plaćanja i naplatu otvore tekući račun, NVO može vrše gotovim novcem, preko blagajne. Isto tako, NVO mogu da neka plaćanja pravnim licima vrše u određenim slučajevima gotovim novcem, takođe preko blagajne.

### Uplata gotovine na tekući račun
NVO je dužna da istog, a najkasnije narednog dana, gotov novac primljen po bilo kojem osnovu uplati na svoj tekući račun, otvoren kod poslovne banke. Organizacija pored novčanih sredstava koje drže na tekućim računima otvorenim kod poslovnih banaka, raspolažu i gotovim novcem, koji naplaćuju po raznim osnovima od članova, građana i drugih lica, u okviru obavljanja svoje delatnosti. NVO koja se bavi nekom privrednom delatnošću, primljen gotov novac, kao i gotov novac primljen po drugim osnovima, dužna je da uplati na svoj tekući račun, koji vodi kod poslovne banke, istog, a najkasnije narednog radnog dana. Gotov novac primljen po bilo kojem osnovu, pre uplate na svoj tekući račun kod banke, NVO može do momenta uplate kod banke, da drži u svojoj blagajni. Posebno ističemo, da se taj novac ne može koristiti za plaćanja i isplate. Naime, u slučaju kada postoji potreba za plaćanjem gotovim novcem (razne sitne nabavke, popravke i sl.) ili za isplate u gotovom novcu (za službeno putovanje, pomoć i sl.), tada se za te potrebe mora podići gotov novac sa tekućeg računa kod banke i o tome mora postojati dokumentacija, bez obzira što istovremeno NVO poseduje gotov novac u blagajni. U slučaju da se iz bilo kojih razloga ne izvrši isplata delom ili u celini podignutog gotovog novca, NVO je dužna da neisplaćeni iznos vrati (uplati) istog dana, a najkasnije narednog dana na svoj tekući račun. Ako NVO dinare primljene u gotovini po bilo kojem osnovu ne uplati kod banke istog dana, a najkasnije narednog radnog dana.

### Isplate u gotovom novcu bez ograničenja
NVO mogu bez ograničenja vršiti isplate u gotovom novcu u dinarima, podignutom sa svog tekućeg računa na osnovu originalne dokumentacije

### Evidentiranje prometa preko fiskalne kase
Ako se NVO bavi nekom delatnošću za koju je propisana obaveza evidentiranja prometa
preko fiskalne kase, NVO je dužna da primenjuje Zakon o fiskalnim kasama, isto kao i pravna lica i preduzetnici.

## Računovodstvo NVO
Nevladine organizacije vode poslovne knjige na istom kontnom okviru i finansijske izveštaje sastavljaju na istim bilansnim šemama kao i preduzeća, zadruge, preduzetnici i druge profitne organizacije.
Ovakve organizacije nemaju obavezu primene Međunarodnih računovodstvenih standarda prilikom procenjivanja bilansnih pozicija i sastavljanja finansijskih izveštaja.

### Poslovne knjige i računovodstvene isprave
NVO je dužna da vodi sve poslovne knjige kao i dobitne organizacije, a to znači dnevnik, glavnu knjigu i pomoćne knjige.

### Dostavljanje finansijskih izveštaja NVO
Pošto većina NVO predstavlja mala pravna lica na kraju godine od finansijskih izveštaja sastavljaju i dostavljaju Narodnoj banci Srbije: Bilans stanja, Bilans uspeha i Statistički aneks. Ovakva pravna lica ne sastavljaju Izveštaj o tokovima gotovine, Izveštaj o promenama na kapitalu i Napomene uz finansijske izveštaje.

### Revizija finansijskih izveštaja i pravilnosti poslovanja NVO
Većina NVO su mala pravna lica te nemaju obavezu zakonske revizije godišnjih finansijskih izveštaja, niti obavezu da korigovane finansijske izveštaje sa mišljenjem revizora ili samo mišljenje revizora ako nije izvršena korekcija dostave Narodne banke Srbije. Takođe, NVO nema obavezu obelodanjivanja, odnosno javnog objavljivanja finansijskih izveštaja u štampi, časopisima ili putem sajta.
Ako se NVO bavi nekom delatnošću za koju je propisana obaveza evidentiranja prometa preko fiskalne kase, NVO je dužna da primenjuje Zakon o fiskalnim kasama, isto kao i pravna lica i preduzetnici.

## Obaveze NVO kod isplata zarada i drugih primanja
Iako je fizičko lice obveznik poreza na dohodak građana saglasno Zakonu o porezu
na dohodak, NVO kao isplatilac naknade fizičkom licu, dužna je da prilikom isplate obustavi porez na dohodak.
Prilikom isplata zarada zaposlenima, NVO imaju ista prava, obaveze i odgovornosti kao i drugi poslodavci – pravna lica i preduzetnici.

## NVO u sistemu poreza na dodatu vrednost (PDV)
Nevladine organizacije po pravilu nisu obveznici PDV, imajući u vidu da se većina njih bave isključivo delatnošću koja ne podleže ovoj obavezi.

### Obveznici poreza na dodatu vrednost – NVO koje se bave oporezivom delatnošću
NVO mogu sticati sredstva za svoj rad i obavljanjem privredne delatnosti, koja podleže oporezivanju PDV. Činjenica da je NVO po pravilu nedobitna organizacija ne znači da se mora uzdržavati od obavljanja delatnosti koja donosi dobit. NVO može obavljati sve delatnosti koje su utvrđene statutom, osim onih koje su zakonom zabranjene.

### Prava i obaveze NVO – poreskih obveznika
Prema Zakonu o PDV, obveznik je dužan da:
1. podnese prijavu za PDV (evidenciona prijava);
2. izdaje račune o izvršenom prometu dobara i usluga;
3. vodi evidenciju u skladu sa ovim zakonom;
4. obračunava i plaća PDV i podnosi poreske prijave

### NVO kao obveznik PDV dužna je da uplati obračunati PDV iako nije naplatila svoje potraživanje od kupca
NVO koja je obveznik PDV plaća PDV obračunat u računu ili drugom dokumentu, nezavisno od toga da li je naplatila potraživanje.

### Porez na dobit kod NVO
Jedna od najvećih poreskih olakšica za NVO u našem zakonodavstvu odnosi se na oslobađanje od plaćanja poreza na dobit. Ova olakšica sadržana je u odredbama Zakona o porezu na dobit preduzeća i pratećih podzakonskih propisa.

## Literatura
1. On line prezentacija Banka Intesa Beograd (www.bankaintesabeograd.rs)
2. Priručnik o finansijskom, poreskom i računovodstvenom poslovanju Nevladinih organizacija u republici Srbiji